# Aburistella flava
Aburistella flava is een hooiwagen uit de familie Assamiidae. De wetenschappelijke naam van Aburistella flava gaat  terug op Lawrence.